# Cinguloterebra neglecta
Cinguloterebra neglecta is een slakkensoort uit de familie van de Terebridae. De wetenschappelijke naam van de soort is voor het eerst geldig gepubliceerd in 2009 door Poppe, Tagaro & Terryn.